# Tryguldmal
Tryguldmal (Phyllonorycter emberizaepenellus) är en fjärilsart som först beskrevs av Bouché 1834.  Tryguldmal ingår i släktet guldmalar, och familjen styltmalar. Arten är reproducerande i Sverige.